# Governo Schallenberg
Il Governo Schallenberg è stato il 34º governo dell'Austria, in carica dall'11 ottobre al 6 dicembre 2021. 
Si trattava di un governo di coalizione tra il Partito Popolare Austriaco e Verdi, nato in seguito alle dimissioni del Governo Kurz II, innescate da uno scandalo che ha travolto il Cancelliere Sebastian Kurz nell’ambito di un'indagine su una presunta manipolazione dei sondaggi in cambio di somme di denaro.
Il Cancelliere federale, il 2 dicembre 2021, annuncia le dimissioni irrevocabili. Il mandato del governo Schallenberg, dunque, termina il 6 dicembre 2021, al momento del giuramento del nuovo governo guidato dal cancelliere Karl Nehammer.

## Situazione parlamentare
| Camera      | Collocazione | Partiti                       | Seggi    |
| ----------- | ------------ | ----------------------------- | -------- |
| Nationalrat | Maggioranza  | ÖVP (71), DG (26)             | 97 / 183 |
| Nationalrat | Opposizione  | SPÖ (40), FPÖ (31), NEOS (15) | 85 / 183 |

## Composizione
Partito Popolare Austriaco (ÖVP)
     Indipendenti ÖVP
     Verdi
| Funzione                                                                                | Titolare | Titolare | Titolare               | Partito      |
| --------------------------------------------------------------------------------------- | -------- | -------- | ---------------------- | ------------ |
| Cancelliere federale                                                                    |          |          | Alexander Schallenberg | ÖVP          |
| Vicecancelliere federale e Ministro federale della cultura e dello sport                |          |          | Werner Kogler          | Verdi        |
| Ministro federale degli Affari europei e degli esteri                                   |          |          | Michael Linhart        | ÖVP          |
| Ministro federale degli affari sociali, della salute e della tutela dei consumatori     |          |          | Wolfgang Mückstein     | Verdi        |
| Ministro federale dell'educazione, della scienza e della ricerca                        |          |          | Heinz Faßmann          | Indipendente |
| Ministro federale dell'economia digitale                                                |          |          | Margarete Schramböck   | ÖVP          |
| Ministro federale delle finanze                                                         |          |          | Gernot Blümel          | ÖVP          |
| Ministro federale dell'interno                                                          |          |          | Karl Nehammer          | ÖVP          |
| Ministro federale della difesa                                                          |          |          | Klaudia Tanner         | ÖVP          |
| Ministro federale dell'agricoltura e del turismo                                        |          |          | Elisabeth Köstinger    | ÖVP          |
| Ministro federale della giustizia                                                       |          |          | Alma Zadić             | Verdi        |
| Ministro federale dei trasporti e dell'energia                                          |          |          | Leonore Gewessler      | Verdi        |
| Ministro federale del lavoro                                                            |          |          | Martin Kocher          | Indipendente |
| Ministro della Cancelleria, dell'integrazione delle donne, delle famiglie e dei giovani |          |          | Susanne Raab           | ÖVP          |
| Ministro della Cancelleria dell'Unione Europea e della Costituzione                     |          |          | Karoline Edtstadler    | ÖVP          |